# 桃太郎大顯神威
《桃太郎大顯神威》為依據日本童話故事《桃太郎》所改編之《新桃太郎》電影續集。

## 概述

### 歌曲
- 主題曲〈傳說英雄〉

主唱：海燕合唱團

## 劇情簡介
自從桃太郎攻破惡魔島後，與母親（養父已逝世）過著快樂的生活。一天，忽然來了一江湖賣藝人“少一段”，他因崇拜桃太郎而前來拜師。適時，惡魔宮內潛藏勢力-鬼長老一面欲置桃太郎於死地，一面派手下收集童男童女血來練功，桃太郎義憤填膺，決定再打鬼。不料其母卻死於惡鬼之手，事而其與魔宮之仇更加深重。在前往魔宮路上，認識了千年人蔘王，原本打不贏鬼長老，但在人蔘王自願犧牲自己以身餵食桃太郎後終於將鬼長老打敗，帶著雞狗猴以及少一段回桃花源繼續過日子！ 

續集飾演西瓜太郎的胖三退出演出，由顧寶明飾演的少一段接棒。之前飾演鬼王的黃仲裕，本集飾演魔界的白小姐。

## 人物角色
| 角色名稱           | 演員   | 備註                                                                               |
| ------------------ | ------ | ---------------------------------------------------------------------------------- |
| 桃太郎             | 林小樓 | 打鬼英雄                                                                           |
| 阿婆               | 尤美芳 | 桃太郎的義母，遭魔界長老指派手下殺害                                               |
| 雞童               | 楊如球 | 桃太郎的部下                                                                       |
| 狗童               | 鄭同村 | 桃太郎的部下                                                                       |
| 猴童               | 徐育達 | 桃太郎的部下                                                                       |
| 少一段             | 顧寶明 | 桃太郎的徒弟，年少機智且逗趣，功力雖遠不及桃太郎，但在危輟之際仍幫了桃太郎不少忙。 |
| 白小姐（倒栽幽靈） | 黃仲裕 | 魔界成員 ，生性好色                                                                |
| 人蔘王             | 沈義大 | 桃太郎的朋友                                                                       |
| 大石頭             | 楊雄   | 魔界成員                                                                           |
| 鬼醫               | 沈徵維 | 魔界成員                                                                           |
| 魔界鬼長老         | 常山   | 魔界首領，本座大反派                                                               |

## 外部連結
- 桃太郎大顯神威（The Child of Peach 2），台灣電影資料庫
- 開眼電影網上《桃太郎大顯神威》的資料（繁體中文）
- 香港影庫上《桃太郎大顯神威》的資料（繁體中文）
- 时光网上《桃太郎大顯神威》的資料（简体中文）
- 豆瓣电影上《桃太郎大顯神威》的資料 （简体中文）
- 互联网电影数据库（IMDb）上《桃太郎大顯神威》的资料（英文）